# عروس‌مرغابی ماداگاسکاری
عروس‌مرغابی مالاگاسی (نام علمی: Centrornis majori) یک گونه منقرض‌شده غاز بزرگ در زیرتیرهٔ عروس‌مرغابیان است. این از بقایای رادیوکربن زیرفسیلی مربوط به حدود ۱۷۰۰۰ سال پیش که در مرکز ماداگاسکار یافت شده است، توصیف شده است.